# Угода про непередбачувані резерви БРІКС
Угода про умовні резерви БРІКС (CRA) є основою для надання підтримки за допомогою інструментів ліквідності та запобіжних заходів у відповідь на фактичний або потенційний короткостроковий тиск на платіжний баланс.  Його заснували в 2015 році країни БРІКС : Бразилія, Росія, Індія, Китай і ПАР. Правову основу становить Договір про створення умовних резервів БРІКС, підписаний у Форталезі, Бразилія, 15 липня 2014 року. Він набув чинності після ратифікації всіма країнами БРІКС, про що було оголошено на 7-му саміті БРІКС у липні 2015 року.
Метою цього резерву є забезпечення захисту від глобального тиску ліквідності.    Це включає валютні проблеми, коли національні валюти членів зазнають негативного впливу глобального фінансового тиску.   CRA зазвичай розглядається як конкурент Міжнародного валютного фонду (МВФ) і разом з Новим банком розвитку розглядається як приклад розширення співпраці Південь -Південь. 
Капітал у розмірі 100 мільярдів доларів США розподіляється таким чином:  Максимальний доступ, який держави можуть вимагати від Угоди, становить від половини (Китай) до подвійної суми внесеного капіталу.
| Країна        | Внесок капіталу (млрд дол. США) | Доступ до коштів (млрд дол. США) | Виборчі права (%) |
| ------------- | ------------------------------- | -------------------------------- | ----------------- |
| Бразилія      | 18                              | 18                               | 18.10             |
| КНР           | 41                              | 21                               | 39,95             |
| Індія         | 18                              | 18                               | 18.10             |
| Росія         | 18                              | 18                               | 18.10             |
| ПАР           | 5                               | 10                               | 5.75              |
| Загальна сума | 100                             | 85                               | 100,00            |

Планується, що кредитування розпочнеться у 2016 році 

## Дивись також
- БРІКС
- Банк розвитку БРІКС
- Ліга університетів БРІКС